# Rugby 7 en los Juegos Olímpicos de Los Ángeles 2028
El rugby 7 en los Juegos Olímpicos de Los Ángeles 2028 se realizará en el Dignity Health Sports Park de Carson del 24 al  de julio de 2028.
Serán disputados en este deporte dos torneos diferentes, el masculino y el femenino.